# Temocapril
Temocapril (còn được gọi là temocaprilum [Latin]; tên thương hiệu Acecol) là một chất ức chế men chuyển. Nó không được chấp thuận để sử dụng ở Mỹ.
Nó đã được cấp bằng sáng chế vào năm 1984 và được chấp thuận cho sử dụng y tế vào năm 1994.